# Capela (Penafiel)
Capela ist eine Gemeinde im Norden Portugals.
Capela gehört zum Kreis Penafiel im Distrikt Porto, besitzt eine Fläche von 13,2 km² und hat 964 Einwohner (Stand 19. April 2021).